# Schweizerische Universitätskonferenz
Die Schweizerische Universitätskonferenz (SUK) – Conférence universitaire suisse (CUS) – Conferenza universitaria svizzera (CUS) war in der Schweiz das gemeinsame Organ von Bund und Kantonen für die universitätspolitische Zusammenarbeit.
Sie wurde durch die Vereinbarung zwischen dem Bund und den Universitätskantonen über die Zusammenarbeit im universitären Hochschulbereich auf den 1. Januar 2001 als Nachfolgeorganisation der (älteren) Schweizerischen Hochschulkonferenz (deren Gründung war 1969) eingesetzt. Ab dem 1. Januar 2015 übernahm die neu konstituierte (jüngere) Schweizerische Hochschulkonferenz in der Zusammensetzung als Plenarversammlung oder als Hochschulrat die Koordinierungsaufgaben zwischen Bund und Kantonen.

## Aufgaben
Die SUK verfügte über bindende Entscheidungskompetenzen in definierten Bereichen und hatte folgende Aufgaben:
- Erlass von Rahmenordnungen über die Studienrichtzeiten und über die Anerkennung von Studienleistungen und Studienabschlüssen, die für die Vereinbarungspartner verbindlich sind;
- Gewährung von projektgebundenen Beiträgen;
- periodische Beurteilung der Zuteilung der Nationalen Forschungsschwerpunkte unter dem Gesichtspunkt einer gesamtschweizerischen Aufgabenteilung unter den Hochschulen;
- Anerkennung von Institutionen oder Studiengänge;
- Erlass von Richtlinien für die Bewertung von Lehre und Forschung;
- Erlass von Richtlinien zur Umsetzung des Wissens im Forschungsbereich.
- Überdies gibt die SUK Empfehlungen ab zur Zusammenarbeit, zur Mehrjahresplanung und für eine ausgeglichene Arbeitsteilung im universitären Hochschulbereich, sie informiert über ihre Geschäfte und konsultiert die jeweils betroffenen Kreise.
- Jährliche Empfehlung der Anwendung eines Numerus clausus und der Durchführung des Eignungstests für das Medizinstudium im Fach Medizin an die Hochschulkantone mit Medizinausbildung in der Schweiz, wenn die Ausbildungskapazität um 20 % überschritten wird und das Problem nicht durch Umleitungen gelöst werden kann.

## Zusammensetzung
Die SUK setzte sich zusammen aus den Erziehungsdirektoren der Universitätskantone, zwei Erziehungsdirektoren von Nichtuniversitätskantonen, dem Staatssekretär für Bildung und Forschung sowie dem Präsidenten des ETH-Rates. Mit beratender Stimme hatten Einsitz der Präsident der Rektorenkonferenz der Schweizer Universitäten, die Vize-Direktorin "Bildung" im Staatssekretariat für Bildung und Forschung sowie die Direktorin des Bundesamtes für Berufsbildung und Technologie. Die Geschäfte der SUK wurden von einem Generalsekretariat geführt, das auch die Kommissionen der SUK begleitet: die Konferenz der Dienstchefs Hochschulwesen, die Fachstelle für Hochschulbauten sowie die Lenkungsausschüsse Chancengleichheit, Konsortium der Hochschulbibliotheken und Kostenrechnung.
Die SUK arbeitete eng zusammen mit der Rektorenkonferenz der Schweizer Universitäten, die mit der Behandlung von Geschäften akademischer Art betraut ist.